# Лабашинц
Лабашинц (рум. Labașinț) — село у повіті Арад в Румунії. Входить до складу комуни Шиштаровец.
Село розташоване на відстані 377 км на північний захід від Бухареста, 43 км на південний схід від Арада, 48 км на північний схід від Тімішоари.

## Населення
За даними перепису населення 2002 року у селі проживали 22 особи, з них 21 особа (95,5%) румунів. Рідною мовою 21 особа (95,5%) назвала румунську.